# Tratado de Relaciones Básicas entre Japón y la República de Corea

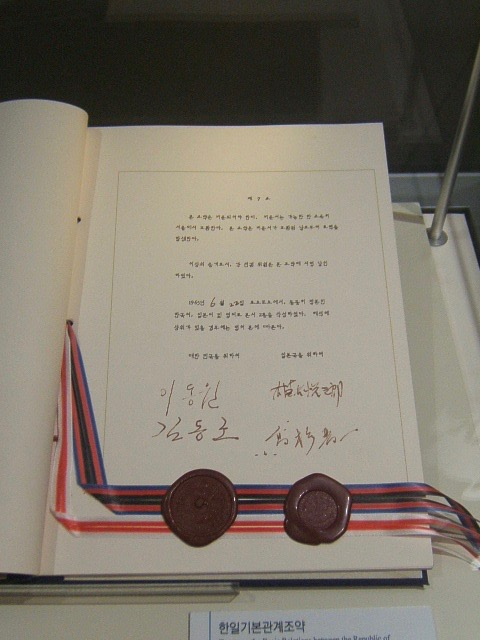
Copia del Tratado Básico Corea-Japón en exhibición en el Museo Nacional de Historia de Corea

El 22 de junio de 1965 se firmó el Tratado de Relaciones Básicas entre Japón y la República de Corea (en japonés: 日韓基本条約, romanizado: Nikkan Kihon Jōyaku; en hangul, 한일기본조약; en hanja, 韓日基本條約; romanización revisada, Hanil Gibon Joyak) que establecieron las relaciones diplomáticas básicas entre Japón y Corea del Sur.

## Antecedentes
Como Corea no era signataria del Tratado de San Francisco, no tenía derecho a los beneficios del artículo 14 que estipula las reparaciones por parte de Japón. Sin embargo, según las disposiciones del artículo 21 del tratado, Corea tenía derecho a ser una autoridad aplicada al artículo 4 del tratado que establece la disposición de los bienes y las reclamaciones.
El Tratado fue el fruto de las "Conversaciones Corea-Japón", una serie de conversaciones bilaterales celebradas entre Corea del Sur y Japón desde octubre de 1951 hasta junio de 1965 con el fin de normalizar las relaciones diplomáticas. Durante ese período de 14 años, se llevaron a cabo un total de siete conversaciones.
En su conferencia del Premio Nobel de la Paz de 1974, Eisaku Sato mencionó explícitamente el Tratado de Relaciones Básicas entre Japón y Corea del Sur. Describió "el espíritu rector de la igualdad y el beneficio mutuo y el enfoque realista de tratar de establecer la amistad con los vecinos cercanos" como aspectos importantes de las negociaciones extendidas que dieron lugar a este acuerdo bilateral.

## Disposiciones del Tratado
Este acuerdo diplomático estableció relaciones diplomáticas "normales" entre dos vecinos del este de Asia. Los documentos originales de este acuerdo son conservados respectivamente por Japón y Corea. El tratado está redactado en inglés, japonés y coreano, y cada uno se considera auténtico. En caso de "divergencia de interpretación", la versión en inglés se considerará autorizada y prevalente.

El Tratado de 1965 también estableció que:
Se confirma que todos los tratados o acuerdos concluidos entre el Imperio de Japón y el Imperio de Corea en o antes del 22 de agosto de 1910 ya son nulos.

## Acuerdos
Con el Tratado, también se firmaron los acuerdos entre Japón y Corea relativos a la resolución de problemas en materia de propiedad y reclamaciones y cooperación económica. Japón proporcionó a Corea del Sur una subvención de 300 millones de dólares en ayuda económica y $ 200 millones en préstamos junto con 300 millones de dólares en préstamos para fideicomisos privados, un total de 800 millones de dólares como "cooperación económica". Mediante este Acuerdo, los problemas con respecto a la propiedad y las reclamaciones entre Japón y Corea se han resuelto por completo y finalmente.

### Uso de préstamos y subvenciones
Los préstamos y donaciones provistos a Corea del Sur se usaron para los siguientes proyectos. Pohang Iron and Steel Company utilizó un préstamo de 88.68 millones  y una subvención de 30.8 millones de dólares, un total de 119.48 millones de dólares, el 23.9% de los préstamos y subvenciones de 500 millones de dólares.
| Proyecto                                          | Gasto (M$) | %    |
| ------------------------------------------------- | ---------- | ---- |
| Construcción de Pohang Hierro y Compañía de Acero | 88.68      | 44.3 |
| Construcción de Soyang Dique                      | 41.22      | 20.6 |
| Trayendo arriba de negocio pequeño                | 22.23      | 11.1 |
| Mejora de instalaciones de ferrocarril            | 21.16      | 10.6 |
| Proyecto de desarrollo marítimo                   | 8.17       | 4.1  |
| Construcción de Gyeongbu Expressway               | 7.24       | 3.6  |
| Expansión de servicio telefónico distante largo   | 4.19       | 2.1  |
| Dredging Operación                                | 3.29       | 1.6  |
| Otros                                             | 3.82       | 1.9  |
| Total                                             | 200        | 100  |

| Proyecto                                                   | Gasto (M$) | %    |
| ---------------------------------------------------------- | ---------- | ---- |
| Banco de Intercambio de la Corea: Compra de material crudo | 132.82     | 44.2 |
| Desarrollo de agua de agricultura                          | 30.84      | 10.3 |
| Construcción de Pohang Hierro y Compañía de Acero          | 30.80      | 10.2 |
| Introducción de pescar barco                               | 27.17      | 9.1  |
| Construcción de barco de formación marítima                | 13.47      | 4.5  |
| Instalaciones de previsión del tiempo                      | 6.38       | 2.1  |
| Power transmisión e instalaciones de distribución          | 3.66       | 1.2  |
| Cartografía de área rural                                  | 3.20       | 1.1  |
| Otros                                                      | 51.66      | 17.3 |
| Total                                                      | 300        | 100  |

## Compensación
El público surcoreano (y en cierta medida, japoneses con inclinaciones izquierdistas o políticas liberales) ha hecho un llamamiento constante para que Japón compense a las personas coreanas que sufrieron el dominio colonial japonés. Además, la resolución de la ONU de 1996 de la Comisión de Derechos Humanos recomendó que Japón acepte la responsabilidad legal y pague una indemnización a las víctimas individuales de la esclavitud sexual militar japonesa, conocidas como "mujeres de compañía". El gobierno japonés se ha negado a hacerlo, argumentando que resolvió cuestiones de gobierno a gobierno en virtud del acuerdo de 1965.  
En enero de 2005, el gobierno surcoreano reveló 1200 páginas de documentos diplomáticos que registraban el procedimiento del tratado. Los documentos, guardados en secreto durante 40 años, registraron que el gobierno japonés en realidad propuso al gobierno de Corea del Sur compensar directamente a víctimas individuales, pero fue el gobierno de Corea del Sur el que insistió en que manejaría la compensación individual a sus ciudadanos y luego recibió el monto total de subvenciones en nombre de las víctimas.
El gobierno de Corea del Sur exigió un total de 364 millones de dólares en compensación por los 1.03 millones de coreanos reclutados en trabajos forzados y el ejército durante el período colonial, a una tasa de 200 dólares por sobreviviente, 1.650 dólares por muerte y 2000 dólares por persona lesionada. Corea del Sur acordó no exigir ninguna compensación adicional, ni a nivel gubernamental ni individual, después de recibir 800 millones de dólares en subvenciones y préstamos leves de Japón como compensación por su regla colonial de 1910 a 1945 en el tratado.
Aun así, el gobierno coreano Del sur utilizó la mayoría de las subvenciones para desarrollo económico, fallando para proporcionar compensación adecuada a víctimas por pagar solo 300 000 ganado por muerte en compensar víctimas de trabajo forzado entre 1975 y 1977. En cambio, el gobierno gastó la mayoría del dinero que establece infraestructuras sociales, fundando POSCO, construyendo Gyeongbu Expressway y el Soyang Dique con la transferencia de tecnología de compañías japonesas. Esta inversión estuvo nombrada Milagro económico en Corea del Sur.
Como resultado de esta revelación, ha habido un creciente llamado para que el gobierno de Corea del Sur compense a las víctimas. Una encuesta realizada poco después de la divulgación mostró que más del 70 por ciento de los surcoreanos creen que el gobierno de Corea del Sur debe asumir la responsabilidad de pagar por esas víctimas. El gobierno de Corea del Sur anunció que establecerá un equipo para tratar las apelaciones de indemnización, aunque "la posición del gobierno ha sido que la compensación por pérdidas durante la ocupación japonesa ya se ha resuelto".